# Campionatul Mondial de Semimaraton din 2000
A 9-a ediție a Campionatului Mondial de Semimaraton s-a desfășurat pe 12 noiembrie 2000 la Veracruz, Mexic. Au participat 182 de sportivi din 52 de țări.

## Rezultate

### Masculin
| Loc | Sportiv          | Timp    |
| --- | ---------------- | ------- |
| 1   | Paul Tergat      | 1:03:47 |
| 2   | Faustin Baha     | 1:03:48 |
| 3   | Tesfaye Jifar    | 1:03:50 |
| 4   | Joseph Kimani    | 1:03:52 |
| 5   | David Ruto       | 1:03:59 |
| 6   | John Gwako       | 1:04:16 |
| 7   | Zebedayo Bayo    | 1:04:25 |
| 8   | Óscar Fernández  | 1:04:25 |
| 9   | Marco Mazza      | 1:04:26 |
| 10  | Noureddine Betim | 1:04:40 |

| Loc | Țară                                                                | Timp                            |
| --- | ------------------------------------------------------------------- | ------------------------------- |
|     | Kenya Paul Tergat (1) Joseph Kimani (4) David Ruto (5)              | 3:11:38 1:03:47 1:03:52 1:03:59 |
|     | Etiopia Tesfaye Jifar (3) Ibrahim Seid (12) Gemechu Kebede (14)     | 3:14:45 1:03:50 1:05:19 1:05:36 |
|     | Belgia · Koen Allaert (15) · Guy Fays (21) · Christiano Nemeth (24) | 3:18:35 1:05:41 1:06:21 1:06:33 |

### Feminin
| Loc   | Sportivă          | Timp    |
| ----- | ----------------- | ------- |
| 1     | Paula Radcliffe   | 1:09:07 |
| 2     | Susan Chepkemei   | 1:09:40 |
| 3     | Lidia Șimon       | 1:10:24 |
| 4     | Mizuki Noguchi    | 1:11:11 |
| 5     | Pamela Chepchumba | 1:11:33 |
| 6     | Mihaela Botezan   | 1:11:52 |
| 7     | Cristina Pomacu   | 1:12:06 |
| 8     | Yukiko Okamoto    | 1:12:20 |
| 9     | Yasuko Hashimoto  | 1:12:54 |
| 10    | Milena Glusac     | 1:13:53 |
| [...] |                   |         |
| 31    | Alina Tecuță      | 1:17:16 |
| 41    | Nuța Olaru        | 1:20:00 |

| Loc | Țară                                                                       | Timp                            |
| --- | -------------------------------------------------------------------------- | ------------------------------- |
|     | România · Lidia Șimon (3) · Mihaela Botezan (6) · Cristina Pomacu (7)      | 3:34:22 1:10:24 1:11:52 1:12:06 |
|     | Japonia Mizuki Noguchi (4) Yukiko Okamoto (8) Yasuko Hashimoto (9)         | 3:36:25 1:11:11 1:12:20 1:12:54 |
|     | Rusia Lidia Grigoriewa (11) Galina Alexandrova (13) Zinaida Semionova (22) | 3:45:41 1:14:26 1:15:02 1:16:13 |

## Clasament pe medalii
| Loc   | Țară         | Aur | Argint | Bronz | Total |
| ----- | ------------ | --- | ------ | ----- | ----- |
| 1     | Kenya        | 2   | 1      | 0     | 3     |
| 2     | România      | 1   | 0      | 1     | 2     |
| 3     | Regatul Unit | 1   | 0      | 0     | 1     |
| 4     | Etiopia      | 0   | 1      | 1     | 2     |
| 5     | Japonia      | 0   | 1      | 0     | 1     |
| 5     | Tanzania     | 0   | 1      | 0     | 1     |
| 7     | Belgia       | 0   | 0      | 1     | 1     |
| 7     | Rusia        | 0   | 0      | 1     | 1     |
| Total | Total        | 4   | 4      | 4     | 12    |